# آکوچی سرخ
آکوچی سرخ (نام علمی: Myoprocta acouchy) نام یک گونه از سرده آکوچی است.